# Emanuele Rhusotas
Emanuele Rhusotas, o Immanuel Rhusotas (XV secolo), è stato un calligrafo e copista greco, attivo a Venezia dal 1465 al 1500.
La sua scrittura corsiva fu ripresa da Francesco Griffo e utilizzata come modello per il carattere greco aldino. Di lui sono stati scoperti almeno diciannove manoscritti compilati o totalmente o parzialmente di sua mano.